# 스테퍼모터

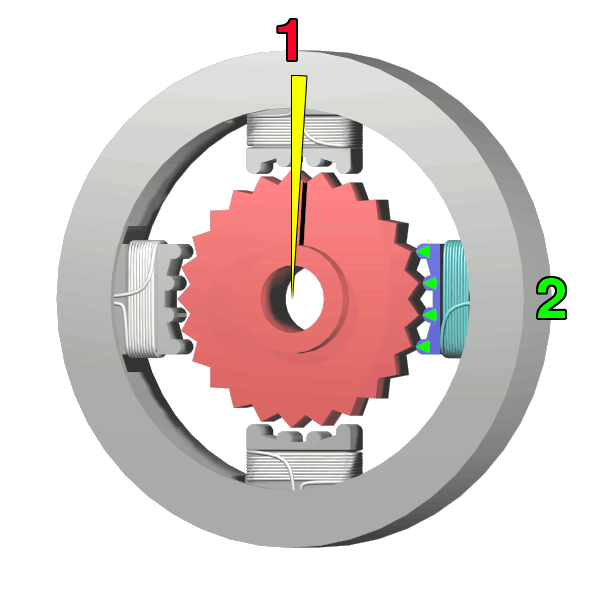
스테퍼 모터의 스텝각 구조, 노란색 부분은 펄스당 이동량

스테퍼모터(stepper motor,), 스텝모터(step motor), 또는 스테핑모터(stepping motor)는 DC 브러시리스 모터의 일종으로, 고정자와 회전자가 기어 모양의 돌기(작은 톱니)로 맞물려 있어, 고정자 코일에 흐르는 전류를 일정한 각도로 서서히 회전하는 모터이다 .
스테퍼모터의 특징은 회전 센서나 엔코더가 필요 없는 개방 루프 제어 처리를 채택하며, 전류 트리거를 전환하는 것은 펄스 신호이므로 위치 감지 및 속도 감지를 위한 피드백 장치가 필요하지 않다. 따라서 스테퍼모터는 펄스 신호에 비례하여 올바르게 회전할 수 있으므로 안정성이 뛰어나고 정밀한 위치 및 속도 제어가 가능하다.

## 스테퍼 모터의 특징
스테핑모터의 속도-토크 특성
1.무부하상태에서 이 값보다 빠른 입력 펄스 주파수에서 기동시킬수가 없게 되는 주파수를 최대 자기동주파수라 한다.
2.탈출(풀 아웃) 토크와 인입(풀 인) 토크에 의해 둘러쌓인 영역을 슬루(slew) 영역이라 한다.
3.무부하시 이 주파수 이상의 펄스를 인가하여도 모터가 응답할 수 없는 것을 최대응답주파수라한다.

## 2상 스테퍼 모터
단극 모터와 양극모터에는 두가지 다른 전자력 코일을 감는 방식이 있다.

### 단극 모터
단극 모터는 각 상 별로 중심 분기에 하나의 코일이 감겨있다. 각각의 감겨있는 부분은 각각의 자기장의 방향에 따라 뒤바뀐다. 이러한 배치에 의해 전류의 방향을 바꿀 필요 없이 하나의 자기 극은 다른 극으로 뒤바뀔 수 있기 때문에, 각각의 코일들에서 통신 회로는 아주 간단하게 구성된다(예를 들면 하나의 트랜지스터). 대개, 주어진 상에서 각각의 코일마다 중심분기가 사용된다. 예를 들면, 하나의 상 별로 3개의 전선이 만들어짐으로, 기본적인 2상 모터에서는 6개의 선이 나오게 되는 것이다. 많은 경우에 이러한 2상 모터의 중심 분기들은 내부적으로 연결되어 있기 때문에, 모터는 5개의 선만을 가진다.

## 활용예
컴퓨터로부터 제어되는 스텝모터는 동작제어 위치결정 시스템(Motion-Control positioning System)에 이용된다. 그들은 대부분 개방 루프 시스템(Open Loop System)의 홀딩(holding), 위치선정(positioning) 기능을 계수(Digital)적으로 제어한다. 스텝모터는 레이저나 광학 분야에서 정밀한 위치선정이 필요한 장비에 이용된다. 이에는 리니어 액추에이터(linear actuator), 리니어 스테이지(linear stage), 로테이션 스테이지(rotation stages), 고니오미터(goniometers), 미러 마운트(mirror mounts) 등 이있다. 그 외에도 포장기계나, 유체 제어 시스템(fluid control systems)의 벨브 안내봉 스테이지(Valve Pilot Stages)의 위치선정에 이용된다.
또한 상업적으로는 플로피 디스크 드라이브(Floppy Disk Drivies), 평면 이미지 스캐너(Flatbed Image Scanner), 컴퓨터 프린터(Computer Printers), 플로터(Plotters), 슬롯머신(Slot Machines), CD 드라이브(Compact Disc Drives), 지능형 조명(intelligent lighting)등 다양한 장치에 이용된다.

## 같이 보기
- 브러시리스 모터
- 라벳형 스테퍼모터
- 솔레노이드
- 전동기